# HELLBROS Ken
Ken（ケン）は、日本のプロレスラー。

## 経歴
- 2019年8月10日、「666 Vol.91 納涼夏祭り」新木場大会にて、ダブプロレス預かりの練習生「Ken」として暗黒プロレス組織666に入団したことが発表される[1]。
- 2020年6月27日、「666 Vol.97」新木場大会にて山田太郎＆YANAGAWA戦でデビュー（パートナーはHELLBROS Ryu）[2]。
- 2021年6月6日、「666 Vol.105」新木場大会にて葛西純と組み竹田誠志＆HELLBROS Ryuと対戦しこれが自身初のハードコア戦となる。

## 人物
- HELLBROS Ryuとは兄弟タッグ（ギミック）。
- 趣味はYouTube鑑賞。
- 中高保健体育教員資格を所持している。
- 加圧トレーナーの資格を所持している。

## 入場テーマ曲
| 曲名               | 作曲者  | 備考 |
| ------------------ | ------- | --- |
| Call Me            | Blondie | アメリカのメタルバンドIn This Momentによるカバーバージョンを使用                                                                |
| knights of cydonia | MUSE    | HELLBROSタッグでの入場曲。イギリスのロックバンドMUSEの4作目のアルバム「Black Holes and Revelations」 のラストに収録されている曲 |

## 得意技
インフェルノギロチンプレス
倒立から捻りを加えたギロチンプレス
アナーキーショット
倒立した後に相手の側頭部へドロップキック
エルムズレイカウント
神代龍也との合体技。味方のカサドーラ、飛びつき前方回転エビ固めの反動を利用してのボディプレス
サンドウィッチ・オブ・デス
神代龍也との合体技。相手の両手を各々が搾り上げた状態から、膝を着かせ挟み込んで首元に膝蹴りを打つ技。通称S・O・D。